# Dardanelli (posamine)
Il Dardanelli è stato un posamine della Regia Marina, poi cannoniera nell'Armada Nacional de Venezuela con il nome di General Soublette.

## Costruzione e caratteristiche
Costruito tra il maggio 1925 ed il settembre 1926 nello stabilimento di Monfalcone del Cantiere Navale Triestino (con numero di costruzione e di assemblaggio 147 e di completamento 114), il Dardanelli faceva parte della classe Azio, progettata all'inizio degli anni '20 (ed ordinata nel 1924 per il servizio nelle colonie) dal colonnello del Genio Navale Francesco Rotundi. Le unità di tale classe avrebbero dovuto servire sia come posamine che come navi coloniali: il loro principale compito sarebbe infatti consistito nella posa di campi minati difensivi nelle acque delle colonie e dei possedimenti italiani in Mediterraneo e Mar Rosso, a difesa delle relative coste. Oltre che alla posa di sbarramenti difensivi sulle rotte d'accesso ai porti italiani, tali unità avrebbero provveduto alla posa di sbarramenti offensivi sulle rotte percorse dal naviglio avversario, ed erano inoltre in grado di essere impiegati come dragamine. Grazie tuttavia alle loro ottime caratteristiche marine, le unità della classe Azio, nel corso degli anni '20 e '30 e poi in guerra, si rivelarono adatte a numerosi e svariati utilizzi, quali cannoniere, navi scuola, navi coloniali, navi idrografiche, navi comando o stazionarie in acque straniere, utilizzabili sia in Italia che nelle colonie od in località ancora più lontane.
Nel corso della costruzione le unità della classe vennero modificate con l'aggiunta di ulteriori pesi, che ridusse di un nodo (da 16 a 15) la velocità rispetto a quella di progetto, ma che non impedì comunque di utilizzare le unità anche come navi scorta. Essendo state concepite anche per la rappresentanza presso nazioni estere e la permanenza in climi caldi, le unità della classe ebbero un allestimento particolarmente confortevole e curato, anche lussuoso, furono muniti di isolamenti termici (per poter stazionare a lungo in aree con clima tropicale, impedendo il raggiungimento di temperature elevate nei locali interni) e di stazioni radio di notevole potenza. Vi erano inoltre alloggi in eccesso, per poter ospitare altro personale. Grazie al ridotto pescaggio ed alla loro versatilità, le navi potevano anche essere impiegate, all'occorrenza, nella navigazione fluviale.
I posamine della classe Azio avevano tagliamare dritto, un alto bordo libero ed oltre un terzo dello scafo occupato dal castello di prua, a poppavia del quale vi era una grande tuga che raggiungeva la poppa. In corrispondenza dell'estremità anteriore del ponte di castello vi erano plancia, timoniera (che formavano un blocco unico) e controplancia scoperta, su due ponti, a poppavia della quale vi era il fumaiolo, con una leggera inclinazione verso poppa, poi gli osteriggi della sala macchine ed il locale di governo secondario. Vi erano due alberi verticali, a stilo e privi di montanti. Nel sottocastello e nella parte prodiera del ponte di primo corridoio si trovavano i locali per l'equipaggio, mentre a poppavia della sala macchine, sul ponte di primo corridoio, erano sistemati i camerini degli ufficiali e dei sottufficiali di grado più elevato. A centro nave, ai lati del ponte di coperta, vi erano le gru di diverse motobarche ed imbarcazioni utilizzate per servizi vari. Lo scafo era in acciaio dolce Martin-Siemens.
L'apparato motore consisteva in due macchine a vapore verticali a triplice espansione, che, alimentate da altrettante caldaie a tubi d'acqua, sviluppavano la potenza totale di 1500 CV, consentendo una velocità di 15 nodi, alla quale l'autonomia era di 1500 miglia. La suddivisione dell'apparato motore su due assi contribuì positivamente, insieme al disegno dello scafo, dalle caratteristiche molto marine, a conferire agli Azio eccellenti qualità di tenuta del mare e manovrabilità. Mentre Dardanelli, Ostia e Milazzo avevano caldaie alimentate a carbone (85 tonnellate), Azio, Lepanto e Legnano le avevano a nafta (75 tonnellate). Secondo alcune fonti le unità erano in origine provviste anche di velatura ausiliaria: un fiocco di 26 m², una trinchettina di 93 m², una randa di 98 m² ed velaccio di 98 m². Il timone non era compensato.

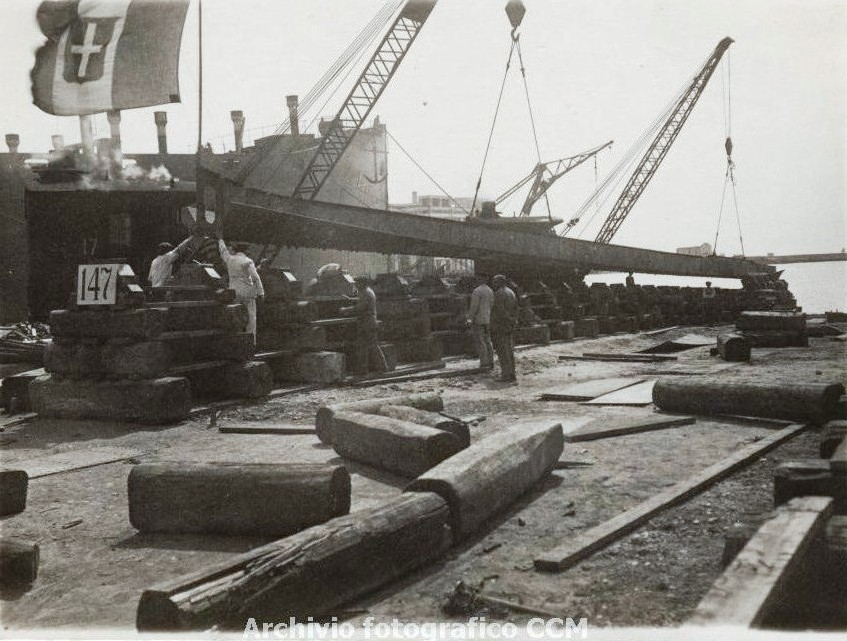
L’impostazione del Dardanelli nei cantieri di Monfalcone.

L'armamento principale consisteva in due cannoni Terni (od Ansaldo Schneider) da 102/35 Mod. 1914, uno situato sul ponte di castello, a proravia della plancia, e l'altro sul cielo della parte di estrema poppa della tuga. Come armamento secondario cinque delle sei unità, compreso il Dardanelli (l'unica eccezione era il Lepanto) disponevano di un cannone contraereo Ansaldo da 76/40 Mod. 1917. I cannoni da 102/35 e 76/40 erano provvisti anche di una canna minore, da 25 mm, per le esercitazioni. Secondo alcune fonti l'armamento secondario, oltre al cannone da 76/40, comprendeva anche due mitragliere da 40/56 mm, mentre altre fonti parlando di due mitragliere Colt-Browning Mod. 1914 da 6,5 mm. Le navi disponevano delle attrezzature per trasportare e posare 80 mine, per un peso complessivo di 86 tonnellate.
La riuscita degli Azio fu tale che se ne progettò la riproduzione in un maggior numero di unità, con alcune migliorie, ma ciò fu reso impossibile dalla mancanza di fondi. Due unità tipo Azio migliorato, la classe Babr, vennero costruite per la Marina imperiale iraniana. Le linee degli Azio vennero riprese nel 1941, quando vennero progettate le corvette della classe Gabbiano.

## Storia
Nel 1929 il Dardanelli, unitamente al Milazzo, apparteneva al Gruppo posamine della Divisione Speciale della II Squadra Navale, avente base a Taranto. Nel 1930 la nave prese parte ad una campagna idrografica nel Golfo della Sirte.
Il 22 aprile 1934 il Dardanelli, con altre unità, presenziò, a Venezia, alla cerimonia di consegna della bandiera di combattimento agli incrociatori leggeri Giovanni delle Bande Nere, Bartolomeo Colleoni, Alberico da Barbiano, Alberto di Giussano e Luigi Cadorna.
Nell'estate 1937, stante la carenza di fondi, si decise di vendere il Milazzo ed il Dardanelli alla Marina venezuelana in cambio di una grossa fornitura di nafta per caldaie: la decisione era il risultato di trattative con le autorità venezuelane iniziate nel 1934. Inizialmente le due unità vennero classificate dalla Marina venezuelana come incrociatori, ma quasi subito tale classificazione venne mutata in cannoniere. I dettagli dell'accordo vennero definiti nell'agosto 1937 in occasione dell'apposito viaggio in Europa del capitano di vascello Felipe Larrazábal. Il viaggio che portò gli equipaggi venezuelani destinati ad armare le due unità (due ufficiali superiori assegnati al comando delle due navi, 20 ufficiali subalterni, 14 sottufficiali e 38 marinai), che lasciarono il Venezuela il 25 gennaio 1938 sulla motonave Virgilio, fu il primo viaggio in Europa compiuto da marinai della Marina venezuelana. La missione venezuelana, che comprendeva il comandante Larrazábal, s'incontrò con il capo del governo Benito Mussolini.
Posto in disarmo a La Spezia il 25 settembre 1937, il 12 marzo 1938 il Dardanelli venne pertanto radiato e venduto all'Armada Nacional de Venezuela, assumendo il nuovo nome di General Soublette e la classificazione di cannoniera (talvolta la nave viene citata come General Urdaneta, ma questo è il nome che venne assegnato al Milazzo).
Nel 1937, prima del trasferimento, le due unità vennero portate nei cantieri del Muggiano e sottoposte a lavori di modifica per adattarle alle esigenze della Marina del Venezuela: le attrezzature per la posa delle mine vennero eliminate, ed i bruciatori delle caldaie vennero convertiti dal carbone alla nafta. L'equipaggio risultò composto da 10 ufficiali e 75 tra sottufficiali e marinai.
Dopo la cessione alla Marina venezuelana le navi vennero impiegate come cannoniere: la General Soublette entrò in servizio sotto bandiera venezuelana nel 1939. Le due unità erano le uniche navi scorta relativamente moderne dell'Armada Nacional de Venezuela.
Durante la seconda guerra mondiale, dal 29 dicembre 1941 al 24 febbraio 1943, la General Soublette fu al comando del tenente di vascello Ricardo Sosa Ríos. Successivamente fu comandante della nave il parigrado Wolfgang Larrazábal Ugueto.
Dal 22 settembre al 23 novembre 1943 la cannoniera venne sottoposta a lavori di rimodernamento, concordati con gli Stati Uniti, nei cantieri Todd di Galveston: vennero ammodernate le artiglierie, imbarcando due cannoni a doppia canna da 76,2/23 mm e due mitragliere contraeree Oerlikon da 20 mm, la nave fu provvista di armamento antisommergibile, costituito da due lanciabombe di profondità Mk 6 (detti K-guns), e vennero inoltre apportate migliorie alle macchine, agli impianti elettrici ed alla struttura in generale. Dato che, in occasione degli analoghi lavori apportati precedentemente alla gemella General Urdaneta, il comandante ed il comandante in seconda di tale unità avevano commesso gravi infrazioni durante la permanenza a Galveston, oltre al comandante della General Soublette, il tenente di vascello Cervelión Fortoul Pineda, raggiunse Galveston anche l'ispettore generale della Marina venezuelana, il capitano di fregata José Joaquín Fuentes. L'accoglienza riservata alla delegazione venezuelana fu molto amichevole, con diverse cerimonie e festeggiamenti, ed il 27 ottobre 1943 l'equipaggio della General Soublete partecipò ad una parata della Marina statunitense a Galveston.
Divenuta ormai anziana, la cannoniera venne infine radiata nel 1951 (per altre fonti nel 1948 o nel 1950) e quindi demolita.